# Петар Крчмар
Петар Крчмар (Повелич, 9. јануар 1946 – јул 2024) био је пуковник Војске Републике Српске. Током Одбрамбено-отаџбинског рата био је командант 1. челиначке лаке пјешадијске бригаде.

## Биографија
Рођен је 1946. године у Повеличу гдје је завршио основну школу. Након гимназије, коју је 1966. завршио у Српцу, отишао је у Београд на Војну академију копнене војске, смјер оклопно-механизоване јединице, коју је успјешно завршио 1969. године, а Саобраћајну официрску школу 1970. у Љубљани. По завршетку академије, као потпоручник, почео је радити у Бањој Луци. Читав радни вијек провео је службујући у Југословенској народној армији. Службу у ЈНА завршио је на дужности начелника саобраћајне службе у органу за позадину у команди Школског центра „Петар Драпшин“, у чину мајора. Након почетка Одбрамбено-отаџбинског рата помагао је мајору Миодрагу Сувајцу у формирању 1. србачке лаке пјешадијске бригаде. Био је задужен за координацију између бригаде и команде Првог крајишког корпуса. Напушта Србачку бригаду, након што је наређењем генерала Момира Талића постављен за команданта Прве челиначке лаке пјешадијске бригаде. На дужности команданта ове бригаде дочекао је крај рата. У чин пуковника унапријеђен је 1. јуна 1993. Пензионисан је 28. октобра 1996. За поштен и частан однос у служби, као и за изузетан допринос у Одбрамбено-отаџбинском рату, одликован је са: Орденом народне армије са сребрном звездом, Орденом за војне заслуге са сребрним мачевима, Орденом заслуга за народ са сребрном звијездом и Орденом Карађорђеве звијезде. Добитник је и спомен медаља ЈНА: Тридесет година ЈНА, Тридесетогодишњице победе над фашизмом и Четрдесет година ЈНА.Након рата, Крчмар се активно укључио у рад Борачке организације општине Србац. За изузетан допринос у раду и активностима Борачке организације, 2022. године, Борачка организације општине Србац му је додијелила захвалницу. Био је одборник Скупштине општине Србац и посланик шестог сазива Народне скупштине Републике Српске испред Српске Демократске Странке. Био је ожењен и имао је двије ћерке. Сахрањен је на мјесном гробљу у Пријебљезима.